# Aziz Mian
Aziz Mian Qawwal (ourdou : عزیز میاں قوال) est un célèbre chanteur Qawwalî du Pakistan né le 17 avril 1942 à Delhi et décédé le 6 décembre 2000 à Téhéran.